# Van-Reeth-Gletscher
Der Van-Reeth-Gletscher ist ein Gletscher  im westantarktischen Marie-Byrd-Land. Im Königin-Maud-Gebirge fließt er nach Westen zum Scott-Gletscher, den er zwischen Mount Blackburn und Mount Bowlin erreicht.
Entdeckt wurde er im Dezember 1934 von der geologischen Mannschaft um Quin Blackburn (1900–1981) bei der zweiten Antarktisexpedition (1933–1935) des US-amerikanischen Polarforschers Richard Evelyn Byrd. Das Advisory Committee on Antarctic Names benannte ihn 1967 nach Commander Eugene William Van Reeth (* 1927) von der United States Navy, Pilot der Flugstaffel bei der Operation Deep Freeze 1966, 1967 und 1968 sowie Staffelführer im Jahr 1969.